# Al-Himyari
Muḥammad ibn ʿAbd al-Munʿim al-Ḥimyarī al-Sabtī (in arabo محمد بن عبد المنعم الحميري‎?; Ceuta, ... – 1495) è stato un geografo e viaggiatore berbero.
Faqīh (giureconsulto) e assistente di un Qāḍī, al-Ḥimyarī è stato l'autore del rinomato trattato geografico al-Rawḍ al-miʿtār fī khabar al-aqṭār, basato sul libro di al-Idrīsī Nuzhat al-mushtāq fī ikhtirāq al-āfāq, noto in Occidente come Libro di Ruggero.
Il libro di al-Ḥimyarī è stato tradotto in lingua italiana dall'arabista Umberto Rizzitano.